# 科拉爾法爾索 (聖弗朗西斯科區)
科拉爾法爾索（西班牙語：Corral Falso），是巴拿馬的城鎮，位於該國中西部，由貝拉瓜斯省的聖弗朗西斯科區負責管轄，面積38平方公里，海拔高度58米，2010年人口469，人口密度每平方公里12.3人。